# Faculté Warocqué d'économie et de gestion

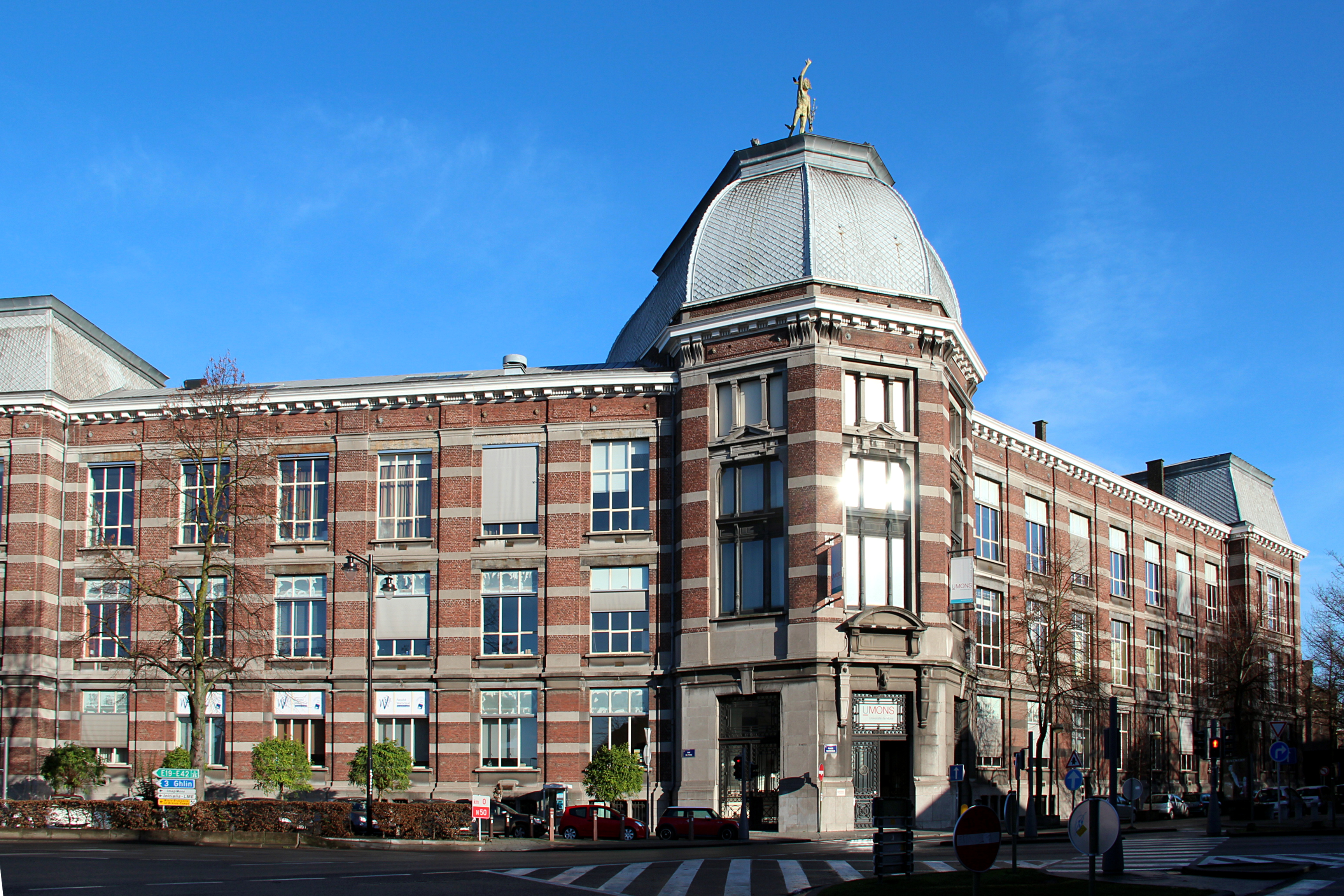
Faculté Warocqué d'Économie et de Gestion Université de Mons.

La Faculté Warocqué d'Economie et de Gestion (FWEG) est l'une des facultés de l'Université de Mons, en Belgique. Elle fut fondée en 1899 sous le nom de Institut commercial des industriels du Hainaut à l'initiative d'industriels du Hainaut ; elle avait pour but de former des hommes et des femmes d'affaires capables de jouer un rôle clef dans le monde industriel et économique tant en Belgique qu'à l'étranger. Il s'agit de la première faculté de la communauté française de Belgique à être certifiée ISO 9001.
La Faculté Warocqué est présente sur 2 sites : à Mons et à Charleroi. Elle propose des cours de jour et des cours en horaire décalé.

## Formations
La Faculté offre aux étudiants les programmes suivants :
Bachelier (1er cycle)
- Ingénieur de gestion
- Sciences de gestion
- Sciences économiques et de gestion

Master (2e cycle)
- Ingénieur de gestion
- Sciences de gestion
- Politique économique et sociale

Doctorat (3e cycle)
- Sciences économiques et de gestion
- Sciences politiques et sociales

La première année du Bachelier est commune aux Sciences de gestion, Sciences économiques et de gestion et Ingénieurs de gestion. L'étudiant fait son choix entre les 3 cursus à partir du deuxième bloc de Bachelier. A Mons, les 3 cursus sont accessibles; à Charleroi, seul le Bachelier en Sciences de gestion est disponible en bloc 2 et 3. 
A Mons, 3 Masters sont accessibles : Masters en Sciences de Gestion (60 et 120 crédits), Master Ingénieur de Gestion et Master en Politique économique et sociale. Ils sont tous délivrés en cours de jour.
Le Master en Sciences de Gestion en 120 crédits propose 2 finalités : spécialisée (avec des débouchés variés) ou didactique (destinée à l'enseignement). Le master en sciences de gestion en 120 crédits à finalité spécialisée permet de se spécialiser dans un ou plusieurs domaines de la gestion (pour 50 crédits) et de réaliser un stage en entreprise de minimum 10 semaines. Le Master en Sciences de Gestion en 60 crédits ne permet une spécialisation que de 10 crédits et n'offre pas la possibilité de faire un stage. 
Le Master Ingénieur de gestion en 120 crédits, est à finalité spécialisée. Il permet également de se spécialiser (pour 40 crédits) et de réaliser un stage. Il se distingue du Master en Sciences de gestion par le fait qu'il propose des cours spécifiques aux Ingénieurs de gestion. 
Parmi les domaines de la gestion dans lesquels les étudiants peuvent se spécialiser, il y a : le marketing, l'audit, la gestion des ressources humaines, la finance, l'entrepreneuriat. 
Le Master en Politique économique et sociale propose 3 finalités spécialisées : Socio-politique, Gestion des collectivités territoriales et Gestion des politiques économiques et sociales. 
A Charleroi, la Faculté Warocqué propose un Master en Sciences de gestion en 60 crédits et un Master en sciences de gestion en 120 crédits à finalité spécialisée en management et stratégie. Ces Masters ont une organisation différente et s'adresse généralement à un public en reprise d'études. 
La Faculté Warocqué propose également les programmes d’agrégation de l’enseignement secondaire supérieur et le Certificat d’aptitude pédagogique approprié à l’enseignement supérieur (CAPAES).

## ISO 9001: 2015
La Faculté Warocqué a, tout au long de son histoire, formé des gestionnaires capables de s'insérer dans la société de leur époque et d'y développer l'activité productive tant en Belgique qu'à l'étranger. Elle a toujours développé un enseignement de haute qualité, ouvert sur le monde et sur la modernité. Cette poursuite inlassable de la qualité, tradition de la Faculté Warocqué, se trouve, depuis janvier 2003, certifiée selon la norme internationale ISO 9001.
La norme ISO 9001:2015 est une référence que des milliers d'entreprises de tous les secteurs dans le monde entier utilisent comme cadre pour le management et l'assurance de la qualité. Dans l'enseignement supérieur, le recours aux normes de la série l'ISO est fréquent à l'étranger, notamment en Suisse où de nombreux établissements sont certifiés, mais en Communauté française, la Faculté Warocqué est la première institution universitaire à obtenir la certification ISO 9001.
La Faculté Warocqué a mis en place un dispositif destiné à garantir le maintien de la qualité de son enseignement à son meilleur niveau. Il est structuré autour de processus documentés et certifiés, dont le strict respect est régulièrement contrôlé par une équipe d'auditeurs internes spécialement formés pour cela, ainsi que par un certificateur externe totalement indépendant de l'Université : la société AIB-Vinçotte.